# Adrienn Hormay
Adrienn Hormay (Pécs, 7 de octubre de 1971) es una deportista húngara que compitió en esgrima, especialista en la modalidad de espada.
Ganó siete medallas en el Campeonato Mundial de Esgrima entre los años 1994 y 2005, y siete medallas en el Campeonato Europeo de Esgrima entre los años 1999 y 2008.
Participó en dos Juegos Olímpicos de Verano, ocupando el cuarto lugar en Atlanta 1996 y el quinto en Atenas 2004, en la prueba por equipos.

## Palmarés internacional
| Campeonato Mundial | Campeonato Mundial          | Campeonato Mundial | Campeonato Mundial |
| Año                | Lugar                       | Medalla            | Prueba             |
| ------------------ | --------------------------- | ------------------ | ------------------ |
| 1994               | Atenas (Grecia)             | Medalla de plata   | Espada por equipos |
| 1995               | La Haya (Países Bajos)      | Medalla de oro     | Espada por equipos |
| 1997               | Ciudad del Cabo (Sudáfrica) | Medalla de oro     | Espada por equipos |
| 2001               | Nimes (Francia)             | Medalla de bronce  | Espada por equipos |
| 2002               | Lisboa (Portugal)           | Medalla de oro     | Espada por equipos |
| 2003               | La Habana (Cuba)            | Medalla de bronce  | Espada por equipos |
| 2005               | Leipzig (Alemania)          | Medalla de plata   | Espada por equipos |
| Campeonato Europeo |                             |                    |                    |
| Año                | Lugar                       | Medalla            | Prueba             |
| 1999               | Bolzano (Italia)            | Medalla de bronce  | Espada por equipos |
| 2000               | Funchal (Portugal)          | Medalla de plata   | Espada por equipos |
| 2001               | Coblenza (Alemania)         | Medalla de oro     | Espada por equipos |
| 2002               | Moscú (Rusia)               | Medalla de oro     | Espada por equipos |
| 2006               | Esmirna (Turquía)           | Medalla de plata   | Espada por equipos |
| 2007               | Gante (Bélgica)             | Medalla de plata   | Espada por equipos |
| 2008               | Kiev (Ucrania)              | Medalla de oro     | Espada individual  |